# Severino Montenegro
Severino de Albuquerque Montenegro (Alagoa Grande, 12 de outubro de 1889 - João Pessoa, 19 de outubro de 1964) foi um desembargador e político brasileiro.
Governou o Estado da Paraíba, como Interventor federal, entre 6 de novembro de 1945 a 13 de fevereiro de 1946.

## Biografia
Foi Deputado Estadual (1912-1915), Prefeito de Alagoa Grande (1923-1929), além de Juiz de Direito de Campina Grande e Desembargado do Estado, nomeado em 12 de julho de 1935. Na década de 1940, foi presidente do Tribunal de apelação.